# Park Jin-po
Park Jin-po ((박진포?, 朴珍鋪?); 13 agosto 1987) è un calciatore sudcoreano, difensore del Sangju Sangmu in prestito dal Seongnam.